# Dessins du Primatice
Francesco Primaticcio, dit le Primatice, rejoint Rosso Fiorentino en 1532, pour se mettre au service de François Ier. C'est un des maîtres de la première école de Fontainebleau et il travaille tout particulièrement aux décors des châteaux royaux. Un grand nombre de ses dessins préparatoires ont été conservés.

## Dessins pour lechâteau de Fontainebleau

### La Porte dorée
La porte Dorée, entrée d'honneur du château en 1528, avait deux étages, chacun s'ouvrant sur une loggia à l'italienne. Le porche de la porte Dorée fut orné en 1534 par le Primatice de deux scènes de l’Histoire d'Hercule, et il décora le vestibule de six scènes, dont plusieurs tirées de l’Iliade.
Dessins conservés au musée du Louvre.
- Hector blessé sous les murs de Troie, plume, encre brune, lavis brun, rehauts de blanc, papier lavé de beige, mis au carreau à la pierre noire (dessin pour un des compartiments latéraux de la voûte du vestibule)[3]
- La Nuit protégeant le Temps endormi des derniers rayons du Soleil (?), plume, encre brune, lavis brun, rehauts de blanc, papier lavé de beige, mise au carreau à la pierre noire[4]
- Héra et un songe (Morphée ?), sanguine, rehauts de blanc, stylet (dessin préparatoire à Héra chez le Sommeil)[5].

Dessins conservés dans d'autres musées.
- Hercule habillé en femme par Omphale, plume, encre brune, lavis brun-gris, rehauts de blanc, papier lavé de brun (dessin pour la peinture du mur ouest du portique, détruite par le temps et refaite au XIXe siècle), Graphische Sammlung Albertina, Vienne (Autriche)
- Hercule surprenant Faunus qui le prenait pour Omphale, plume, encre brune, lavis brun, stylet (dessin pour la peinture du mur est du portique, détruite par le temps et refaite au XIXe siècle), The Duke of Devonshire and the Trustees of the Chatsworth Settlement, Chatsworth (Derbyshire, Angleterre)
- Héra et le Sommeil endormant Zeus (dit traditionnellement L’Aurore chassant les songes funestes), plume, encre brune, lavis brun, rehauts de blanc (dessin pour un des compartiments centraux de la voûte du vestibule), Kupferstichkabinett, Berlin[6]

### Les Bains
Un ensemble composé de trois salles de bains et de quatre petits salons a été aménagé par François Ier en 1534, au rez-de-chaussée de l'aile qui porte aujourd'hui son nom. Ils furent décorés de stucs, de grotesques et de fresques, dont certaines étaient dues au Primatice. Ces pièces détruites en 1697, ne sont connues que par des descriptions assez imparfaites.
Dessins conservés au Musée du Louvre
- Diane parmi ses nymphes transformant Actéon en cerf, plume, encre brune, lavis brun, rehauts de blanc (oxydés), papier lavé de beige, mise au carreau à la pierre noire (étude pour la partie gauche d’une lunette dont la partie droite a été gravée, en sens inverse, par Léon Davent. La composition, qui représente l’attrait fatal de la beauté féminine et les effets des pouvoirs magiques de l’eau, a sans doute été conçue pour la décoration des bains)
- Diane au bain avec ses nymphes, plume, encre brune, lavis brun, rehauts de blanc, papier lavé de beige, mise au carreau à la pierre noire (étude pour la partie gauche de la lunette de la paroi ouest de la cinquième pièce)[8]
- Jupiter plaçant Callisto parmi les astres, plume, encre brune, lavis brun, rehauts de blanc, pierre noire, stylet, papier lavé de beige (étude pour l’un des sujets plafonnants de l’histoire de Callisto dans la cinquième pièce)
- Mars, Vénus (ou Junon ?) et l'Amour sur des nuées, plume, encre brune, lavis brun, rehauts de blanc, stylet, mise au carreau deux fois à la pierre noire (Composition conçue sans doute pour la voûte de l’une des salles)

Autres lieux de conservation
- Deux nymphes, deux chiens et un dieu fleuve assis, plume, encre brune, lavis brun, rehauts de gouache blanche, pierre noire, papier beige, mise au carreau à la pierre noire (étude pour la partie droite de la lunette de la paroi ouest de la cinquième pièce), British Museum, Londres[9].
- Étude pour une figure, pierre noire (étude préparatoire à la figure de Mars dans une composition plafonnante conçue sans doute pour une voûte de l’une des salles), Musée des Offices, Florence

### Le Cabinet du Roi, 1543-1545
Devenu grand cabinet en 1737, la pièce est aujourd'hui décorée dans le style Louis XV. Primatice avait fait les dessins préparatoires, et la peinture fut confiée à d'autres artistes.
Sur les portes des armoires étaient représentés Héros et Vertus, associés par couple : César et la Force, Scipion et la Tempérance, Ulysse et la Prudence, Zaleucos et la Justice. Des « petites histoires » étaient peintes en grisailles en dessous de ces figures.
Deux tableaux de mêmes dimensions étaient accrochés l’un au-dessus de l’autre sur la cheminée : Le Maître de la Maison de Joseph faisant fouiller les bagages de ses frères et Les Cyclopes fabriquant les armes des amours dans la forge de Vulcain,.
Dessins au Musée du Louvre
- Études pour Ulysse, sanguine, rehauts de gouache blanche (oxydés) (pour le héros qui incarnait la Prudence sur les ouvrants des armoires)[11]
- Ulysse, encre rouge et lavis rouge, rehauts de blanc, mise au carreau à la pierre noire (pour la peinture du héros qui incarnait la Prudence, réalisée par l’artiste bolonais Giovanni Battista Bagnacavallo[12] sur les ouvrants des armoires).
- La Justice, pinceau, lavis ocre jaune, rehauts de blanc, pierre noire et stylet (pour la peinture de la Justice, réalisée par Michel Rochetel, qui faisait pendant à Zaleucos sur les ouvrants des armoires).
- Zaleucos, lavis ocre jaune, plume, encre brune, rehauts de blanc, pierre noire et stylet (peinture réalisée par Michel Rochetel).
- Scipion, plume, encre brune, lavis brun, rehauts de blanc, tracé préparatoire à la pierre noire et stylet, papier lavé de beige, mise au carreau à la pierre noire (pour la peinture du héros qui incarnait la vertu de Tempérance sur les ouvrants des armoires, réalisée probablement par Germain Musnier)
- Les Cyclopes fabriquant les armes des amours dans la forge de Vulcain, sanguine et lavis de sanguine, plume, encre brune, rehauts de blanc, stylet, pierre noire (modèle pour la réalisation de l’un des deux tableaux placés sur la cheminée).
- Frise à l’antique avec des bateaux quittant un quai de chargement, plume, encre brune, lavis gris-beige, pierre noire, papier beige (la très grande taille de ce dessin donne à penser que, comme un carton, il a été réalisé à l’échelle de l’œuvre a exécuté. Sa largeur correspond à celle de la cheminée du Cabinet du Roi.)

Autres lieux de conservation
- Amours s’affairant autour d’une chaîne et d’un carquois, tempera ou huile sur toile (fragment de l’un des deux tableaux placés sur la cheminée), musée de Wiesbaden, Wiesbaden
- Le Maître de la Maison de Joseph faisant fouiller les bagages de ses frères, sanguine, stylet (esquisse de la composition de l’un des deux tableaux placés sur la cheminée), Musée des Offices, Florence
- Le Maître de la Maison de Joseph faisant fouiller les bagages de ses frères, plume, encre brune, lavis rouge, contours incisés pour le transfert (modèle pour la réalisation de l’un des deux tableaux placés sur la cheminée et aujourd’hui perdu), The Royal Collection, château de Windsor

Dessins au Musée du Louvre
- La Charité romaine, sanguine, lavis de sanguine, rehauts de blanc, tracé préparatoire à la pierre noire
- Jupiter parmi les dieux, plume, encre brune, lavis beige, rehauts de blanc, stylet, pierre noire, papier beige (pour le sujet principal de la voûte de la Ire travée)[13]
- Neptune sur son char parmi les dieux apaisant ou déclenchant la tempête, plume, encre brune, rehauts de blanc, papier beige, mise au carreau à la pierre noire, pointe sèche (pour le sujet principal de la voûte de la IIe travée)
- Mercure nu, debout, sonnant dans un double cornet, 1541-1547, plume, encre brune, lavis beige, rehauts de blanc, pierre noire
- Minerve lançant le foudre, 1541-1547, plume, encre brune, lavis beige, rehauts de blanc, pierre noire
- Hylas retenu par les Nymphes, sanguine, rehauts de blanc, papier lavé de beige, mise au carreau à la pierre noire (pour un sujet secondaire de la voûte de la XIIIe travée ?)
- Ulysse et ses compagnons dans l'île de Circé, sanguine, rehauts de blanc, papier lavé de sanguine (18e composition des parois)
- Saturne dévorant ses enfants (pour une composition peinte à Fontainebleau, détruite, mais connue par une copie, et comparable aux dessins préparant les compartiments de la voûte)[14]
- Rébecca donne à boire à Éliézer, sanguine, lavis de sanguine, rehauts de blanc, sur deux fragments de papier assemblés et lavés de sanguine
- Jacob prenant la main d’Isaac présenté par Rebecca, sanguine, lavis de sanguine, rehauts de blanc, papier lavé de sanguine
- Les Antipodes : le globe terrestre, avec les chars de Diane et d'Apollon, plume, encre brune, rehauts de blanc, lavis beige, pierre noire, sanguine, papier lavés de beige et de sanguine (modèle achevé pour le sujet principal de la voûte de la IIIe travée)[15]

Autres lieux de conservation
- Figure en raccourci, le bras levé derrière la tête, sanguine, rehauts de gouache jaunâtre, papier gris-beige (pour la figure en haut à droite du dessin de Neptune sur son char parmi les dieux apaisant ou déclenchant la tempête (no 139)), Ashmolean Museum, Oxford
- Étude libre pour l’un des sujets secondaires de la voûte de la IIe travée, pierre noire, sanguine, stylet, Musée des Offices, Florence
- Éole contenant ou libérant les vents, 1541-1547, plume, encre brune, lavis brun, rehauts de blanc (pour l’un des sujets secondaires de la voûte de la IIe travée), Collection privée
- Pluton et Neptune devant Jupiter sous le signe du Poisson, plume, encre brune, lavis brun-beige, rehauts de blanc, mise au carreau à la pierre noire, papier lavé de beige (pour le sujet principal de la voûte de la VIe travée), Musée de l’Ermitage, Saint-Pétersbourg
- Minerve et un putto vus en raccourci, plume, encre brune, lavis brun, rehauts de blanc (oxydés), pierre noire, Collection privée
- Minerve debout devant Jupiter et Junon, sanguine, rehauts de blanc, stylet, mise au carreau à la sanguine, papier de sanguine (dessin arrêté vers 1550, pour le sujet principal de la voûte de la XIIIe travée), Musée des Offices, Florence
- Ulysse protégé par Mercure des charmes de Circé, sanguine, rehauts de blanc (oxydés) (dessin arrêté de la 19e composition des parois), Schlossmuseum, Weimar
- Ulysse endormi transporté dans son pays, sanguine, rehauts de blanc (oxydés) (dessin arrêté de la 30e composition des parois de la galerie d’Ulysse au château de Fontainebleau), Schlossmuseum, Weimar

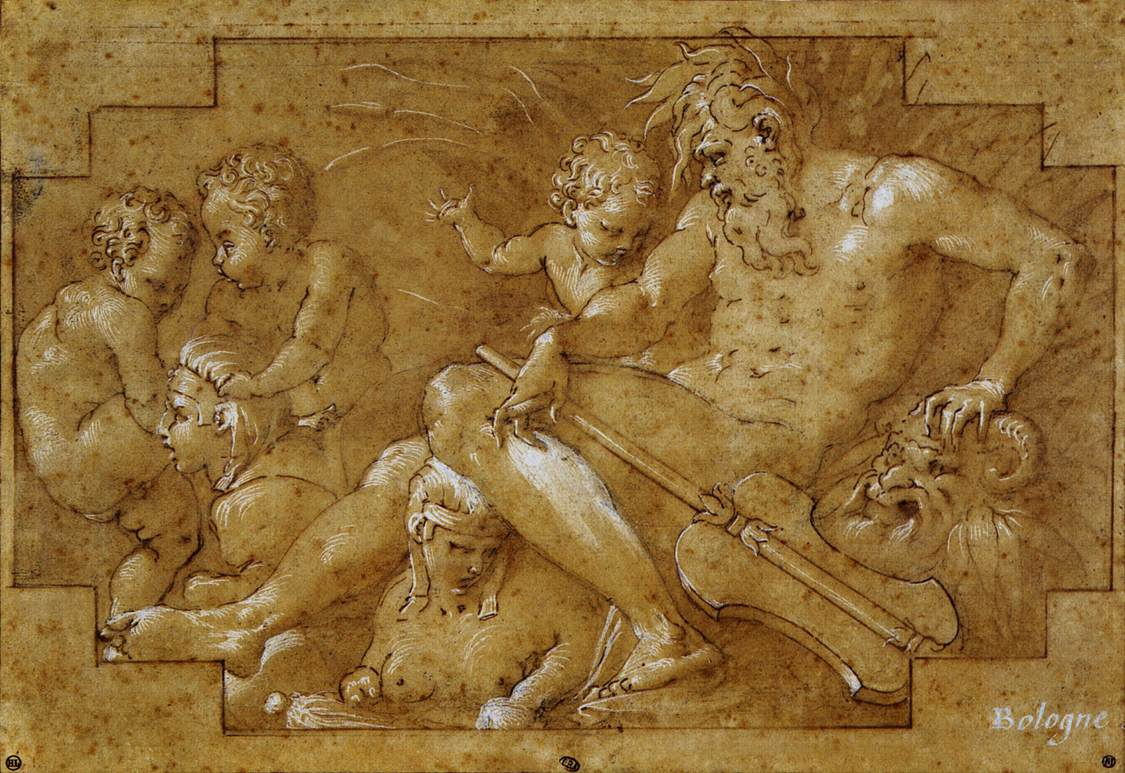
Le Nil, 1540
Dessin pour la voûte de la Xe travée
École des Beaux-Arts, Paris

- Ulysse affrontant les Sirènes et franchissant le détroit de Charybde et Scylla, sanguine, rehauts de blanc, papier légèrement lavé de sanguine (copie de la 19e composition des parois), Graphische Sammlung, Vienne, (Autriche)
- L’épreuve de l’arc, sanguine, rehauts de blanc (oxydés), mise au carreau à la sanguine, papier préparé rose, Walker Art Gallery, Liverpool
- Pénélope racontant à Ulysse les épreuves endurées pendant son absence, huile sur toile (tableau, sans doute de la main de Primatice, dont il a repris le dessin pour la partie gauche de la 48e composition des parois), musée d'art de Toledo, Toledo (Ohio)
- Ulysse et Télémaque faisant emporter les corps des prétendants, sanguine, rehauts de blanc (oxydés), papier lavé de sanguine (dessin arrêté de la 55e composition des parois), Graphische Sammlung, Vienne (Autriche)
- Figure allégorique ou mythologique assise dans les nuées et Pan porté sur les nuages et entouré de quatre putti, sanguine, estompe, rehauts de blanc, tracé préparatoire au stylet (dessins, comparables à ceux préparant les compartiments de la voûte)[16]

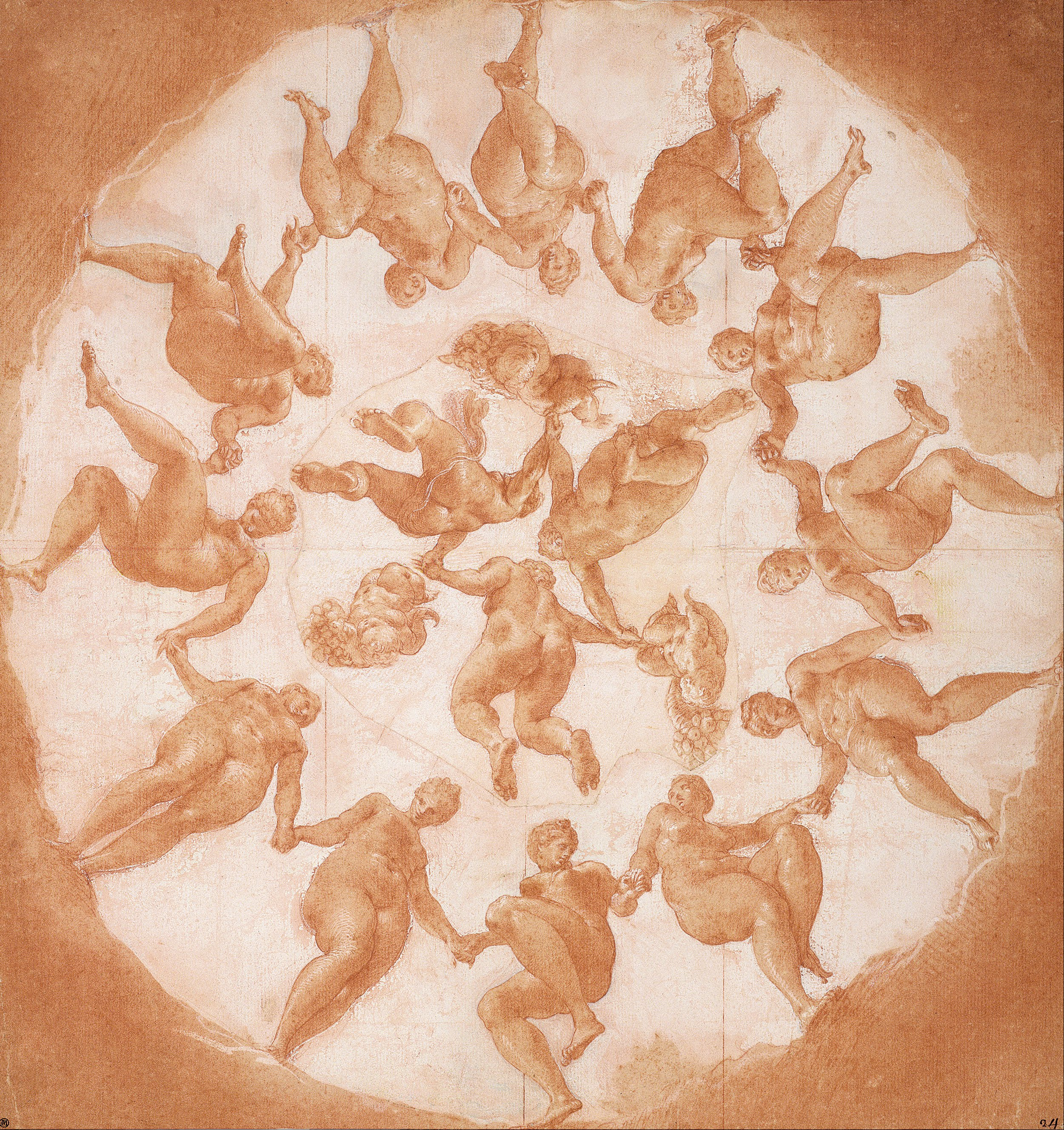
La Ronde des heures
Städel, Francfort-sur-le-Main

- Loth et ses filles quittant la cité en feu, sanguine, rehauts de blanc, papier lavé de sanguine, British Museum, Londres[17]
- Le Nil, 1540, plume, encre brune, lavis brun, rehauts de blanc, tracé préparatoire à la pierre noire, papier lavé de beige (dessin arrêté pour un sujet secondaire de la voûte de la Xe travée). École nationale supérieure des beaux-arts, Paris

Dessins préparatoires pour la Ronde des heures
- Le Char du Soleil entouré des Heures, sanguine, estompe, rehauts de blanc, papier beige, pierre noire, au stylet, plume, encre brune, papier beige (dessin arrêté vers 1555-1560, pour le sujet principal de la voûte de la Xe travée), Musée du Louvre[18].
- La Ronde des Heures, 1548-1549, sanguine, lavis de sanguine, rehauts de blanc, papier lavé de sanguine (modèle achevé pour le sujet principal de la voûte de la VIIIe travée, la travée médiane), Städelsches Kunstinstitut, Francfort-sur-le-Main[19]
- Le Festin des dieux, plume, encre brune, lavis beige, pierre noire, rehauts de blanc (oxydés), papier lavé de beige (étude gauche pour la scène d'accompagnement sur la voûte de la VIIIe travée, la travée médiane), Musée du Louvre
- Le Festin des dieux, 1548-1550, plume, encre brune, pierre noire, stylet, papier lavé de beige (étude droite d'une scène d'accompagnement sur la voûte de la VIIIe travée, la travée médiane), Musée du Louvre

### La Salle de bal à Fontainebleau, 1552-1556

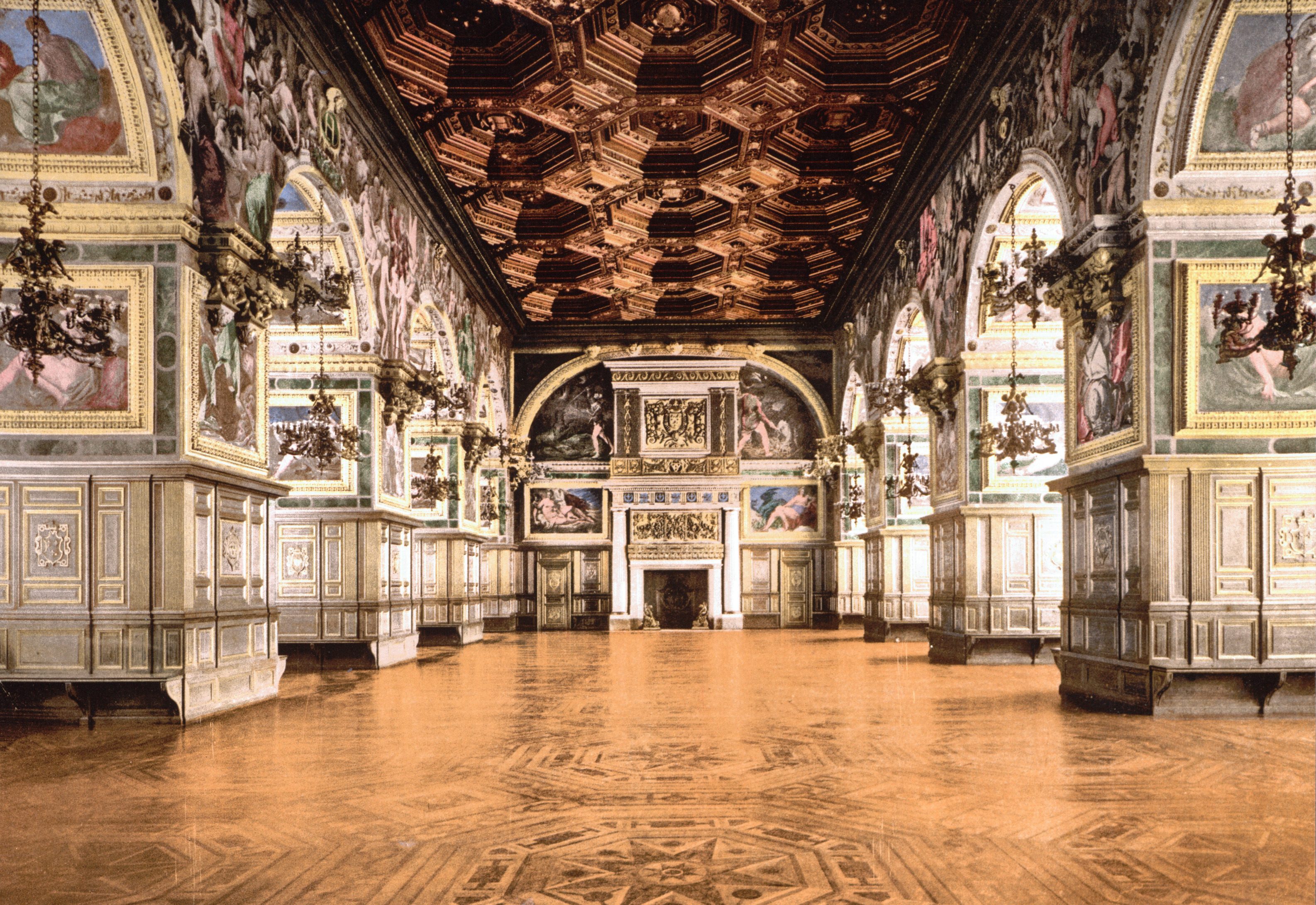
La Salle de bal à Fontainebleau

Sa construction débuta sous François Ier, et achevée sous Henri II, probablement entre 1552 et 1556. Encore conservée de nos jours, c'est une double loggia au premier étage entre la porte Dorée et la chapelle Saint-Saturnin. Elle a été peinte par Nicolò dell'Abate, sur des dessins du Primatice. Son programme iconographique, encore incomplètement expliqué, exalte l’Amour, l’Harmonie et la Concorde.
- Apollon et les Muses sur le Parnasse, (Primatice ou Atelier de Primatice), plume, encre brune, rehauts de blanc (oxydés), stylet, pierre noire, papier lavé de beige (dessin correspondant à la peinture de l’un des écoinçons du mur, côté de la Cour Ovale), British Museum, Londres[20].
- Apollon, l’Amour et Cyparissus (?), sanguine, rehauts de blanc, stylet (étude des figures de l’un des tableaux de l’embrasure de la 2e croisée sud, représentant le jeune Cyparissus se désolant, auprès d’Apollon et de l’Amour, d’avoir tué son cerf familier), Musée du Louvre
- Deux vieillards à moitié drapés, sanguine, rehauts de blanc, papier lavé de sanguine (étude des figures de l’un des tableaux de l’embrasure de la 5e croisée nord, montrant deux vieillards qui, selon les auteurs anciens, représenteraient le Conseil), Musée du Louvre[21]
- Étude pour Charon et un nautonier, sanguine, rehauts de blanc, papier lavé de sanguine (étude des figures de l’un des tableaux de l’embrasure de la 2e croisée nord), Musée du Louvre[22]

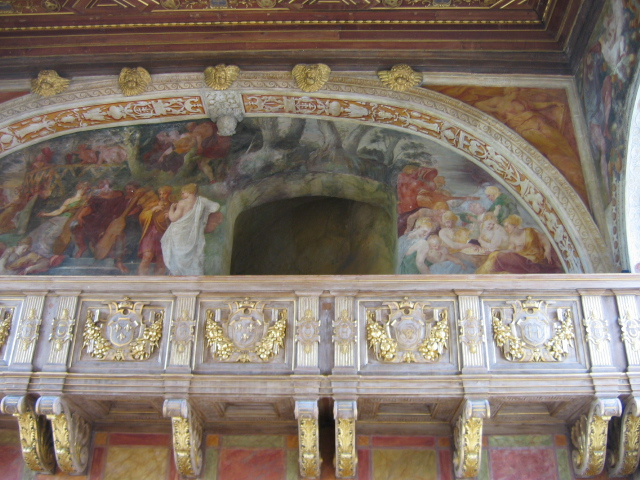
Tribune des musiciens
de la Salle de bal

- Étude pour Saturne, sanguine, rehauts de blanc, stylet, papier lavé de beige (bord supérieur et angle inférieur droit découpés et complétés avec des pièces de papier probablement taillées dans une feuille de Primatice ; partie supérieure gauche de Étude pour Mars ; étude d’après le modèle de la figure de l’un des tableaux de l’embrasure de la 2e croisée sud de la salle de bal représentant Saturne), Musée du Louvre[23]
- Étude pour Mars, sanguine, rehauts de blanc, stylet, papier lavé de beige (angle supérieur gauche découpé et complété avec une pièce de papier probablement taillée dans une feuille de Primatice ; partie inférieure droite de Étude pour Saturne ; étude d’après le modèle de la figure de l’un des tableaux de l’embrasure de la 5e croisée sud, représentant Mars endormi), Musée du Louvre
- Étude pour une naïade, sanguine, rehauts de blanc, mise au carreau à la pierre noire (étude d’après le modèle de la figure de l’un des tableaux de l’embrasure de la 2e croisée sud, représentant peut-être Amphitrite), Musée du Louvre
- Concert, sanguine, rehauts de blanc, papier en partie lavé ou frotté de sanguine, stylet (étude pour la partie droite de la composition qui occupe le fond de la tribune des musiciens sur le mur ouest), Graphische Sammlung Albertina, Vienne (Autriche)[24]

### Le Plafond du Cabinet du Roi à Fontainebleau, 1561
Le plafond du Cabinet du Roi à Fontainebleau, qui a été modifié au fil du temps en fonction de l’agrandissement de la pièce, a toujours été un plafond à caisson. Les remaniements n’ont pas empêché que, de réfection en réfection, l’iconographie du décor de la pièce ait été maintenue. L’actuel plafond peint par François Boucher en 1751 reprend la découpe et le sujet d’une composition de Primatice, connue par deux dessins (La Course des chars du Soleil et de la Lune), qui pourrait avoir été faite en 1550-1561, au moment où Charles IX fit refaire la plus grande partie des peintures de son appartement à Fontainebleau.
- La Course des chars du Soleil et de la Lune, sanguine, rehauts de blanc, Museum der bildenden Künste, Leipzig[25]
- La course des chars du Soleil et de la Lune, sanguine, rehauts de blanc (oxydés), stylet, sur deux feuillets de papier beige assemblés, Musée du Louvre.

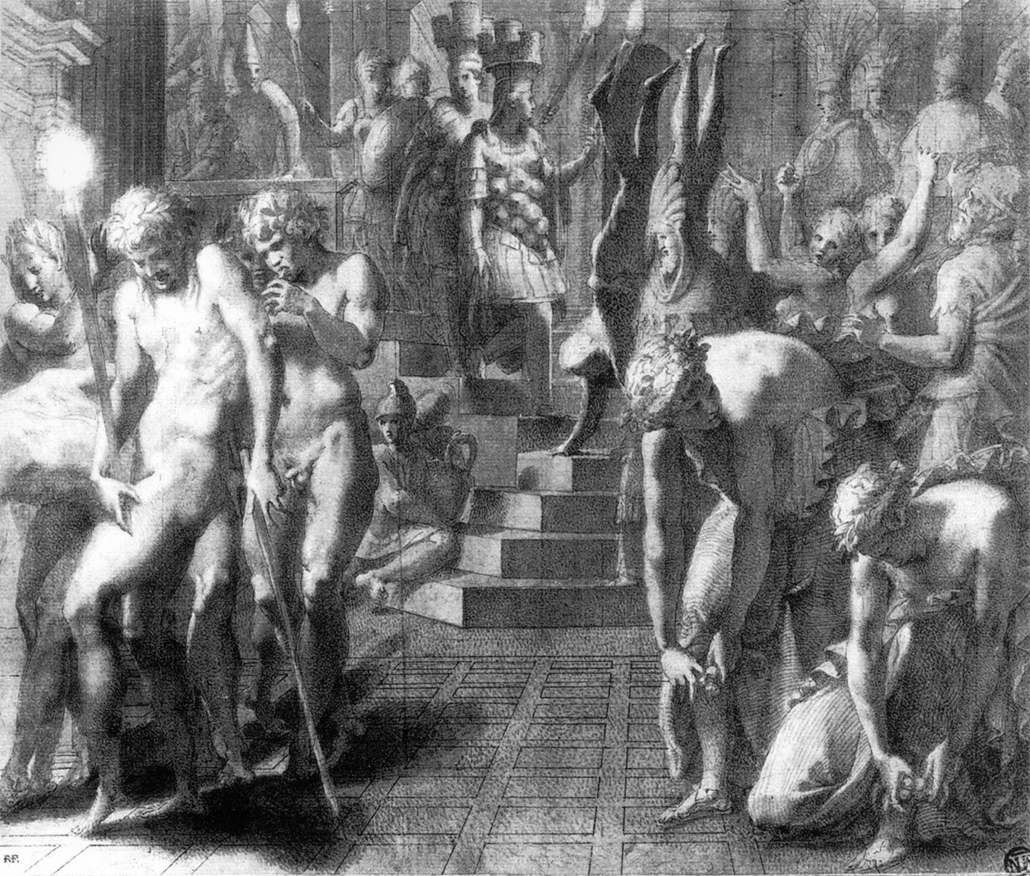
Mascarade Persepolis
Musée du Louvre

### La Chambre de laduchesse d'Étampes, peu avant 1570
Dessins préparatoires
- La Mascarade de Persépolis[26], plume et encre noire, lavis gris, rehauts de blanc, tracé préparatoire à la pierre noire et au stylet, mise au carreau à la pierre noire, Musée du Louvre[27]

- Études de draperies, sanguine, rehauts de blanc au pinceau, École nationale supérieure des beaux-arts, Paris[28]

### La Chambre du Roi à Fontainebleau en 1570[2]
Sous Charles IX, Primatice dirigea les travaux de réfection de ces peintures dont il avait conçu le décor sous François Ier. Il fit de nouveaux dessins pour les grandes peintures représentant des sujets tirés non plus de l’histoire de Proserpine mais de l’Iliade. En 1570, Nicolò dell’Abate fut payé pour leur réalisation. L’ancien décor fut pour le reste conservé.
Dessins préparatoires conservés au Musée du Louvre.
- Femme, drapée, debout, vue de face, sanguine, rehauts de blanc (étude pour Hélène dans Pâris visitant Ménélas et Hélène réalisée par Nicolò dell'Abate
- Homme nu, en buste, de trois quarts vers la droite, sanguine, rehauts de blanc oxydés (étude pour Ménélas dans la peinture représentant Ménélas pleurant Hélène réalisée par Nicolò dell'Abate[29].
- Figure drapée, vue de dos, sanguine (étude pour un prêtre dans Ulysse et les grecs sacrifiant réalisée par Nicolò dell'Abate
- Deux hommes, vus en buste, tournés vers la droite, l'un drapé, l'autre nu, sanguine, rehauts de blanc (oxydés), papier découpé irrégulièrement (à gauche, étude pour un sacrificateur dans Ulysse et les grecs sacrifiant réalisée par Nicolò dell'Abate. L’étude de droite a été rapprochée d’une figure de Ménélas pleurant Hélène, partie d'un feuillet dont un autre fragment est conservé au Louvre
- Homme nu, vu en buste, la tête appuyée sur la main droite, sanguine, rehauts de blanc (oxydés)
- Groupe de figures auprès de la statue d'Apollon, Primatice (?), pierre noire, rehauts de blanc, reprises partielles à la plume et encre brune, papier beige. Mise au carreau à la pierre noire
- Deux femmes romaines, Primatice (?), eau-forte[30]
- Trois Figures drapées, debout de face, regardant dans des directions opposées, Primatice (?), pierre noire, rehauts de blanc (oxydés), reprises à la plume et encre brune[31]
- Étude de cariatide ou de canéphore, drapée, Primatice (?), plume et encre brune, tracé préparatoire à la pierre noire[32]
- Une femme drapée, debout, Primatice (?), pierre noire, contours repris à la plume et encre brune[33]
- Homme barbu, drapé, debout, de profil vers la gauche, Primatice (?), pierre noire, rehauts de blanc (partiellement oxydés)[34]
- Jeune Homme drapé, debout, de face, la tête tournée vers la gauche, Primatice (?), pierre noire, rehauts de blanc
- Figure drapée, debout, vue de face ; figure drapée, debout, tournée vers la gauche (recto) et Figure drapée, debout, écartant ses voiles (verso), Primatice (?), sanguine
- Une figure drapée, debout, la tête baissée ; femme drapée, debout, les bras ouverts (recto) et Fragment d'une figure drapée, avançant, les bras écartés et fragment d'une autre figure (verso), Primatice (?), sanguine ; contours en partie repris à la plume et encre brune
- Figure drapée, Primatice (?), pierre noire, contours repris à la plume et encre noire
- Figure voilée debout, attribué à Primatice, pierre noire, contours repris à la plume et encre noire
- Scènes de l'histoire de Proserpine et termes de Priape, Cérès, Cybèle et Bacchus, plume, encre brune, lavis brun, rehauts de blanc, pierre noire, papier lavé de beige (projet pour le décor du mur sud : à gauche, Vénus demande à l’Amour de frapper Pluton ; à droite Proserpine cueille des violettes et en remplit les plis de sa robe.)[35]

Autres lieux de conservation
- Vénus, Bacchus, Mars, Mercure et deux autres figures auprès d'un couple de dieux (Jupiter et Junon ?, Pluton et Proserpine ?), sanguine, repassée au stylet (dessin peut-être préparatoire à l’un ces petits sujets, inscrits dans des cartouches), British Museum, Londres

## Autres œuvres et expositions
Dessins conservés au Musée du Louvre.
- Ulysse et ses compagnons dans l'ile de la magicienne Circé, 1555-1559, sanguine et rehauts de blanc sur papier peint de sanguine, 24,3 × 32,4 cm, Paris[36].
- Junon, plume, encre brune, lavis brun, rehauts de blanc, stylet, mise au carreau à la pierre noire et au stylet (partie gauche de la feuille dont la partie droite est Vénus)
- Vénus, plume, encre brune, lavis beige, stylet, mise au carreau à la pierre noire (partie droite de la feuille dont la partie gauche est Junon)
- Pallas, plume, encre brune, lavis beige, rehauts de blanc, stylet, traces de mise au carreau à la pierre noire[37]
- Vénus, l’Amour et les Parques sous le signe du Taureau, plume, encre brune, rehauts et repentirs à la gouache blanche, lavis beige, papier lavé de beige, stylet, compas, mise au carreau à la pierre noire

- Dessins de statues :
  - Statue antique d’une nymphe ou d’une divinité marine, plume, encre brune, pierre noire, stylet (dessin de la statue dite d’Amymone aujourd’hui à la villa Borghèse, à Rome, et autrefois dans la même ville, aux Santissimi Apostoli
  - Trois statues antiques de femmes drapées, plume et encre brune (dessins d’une Artémis autrefois à Rome, dans le jardin du cardinal de Sienne (au centre), d’une Isis ou Cléopâtre VII vêtue comme Isis réputée provenir de la Villa Adriana à Tivoli et aujourd’’hui au Vatican (à droite)
  - Statue de vestale, plume, encre brune, stylet (dessin d’une statue antique conservée à Rome)
  - Déesse guerrière, couronnée d'un diadème, plume, encre brune, lavis beige, traces de blanc, pointe de métal (ou pierre noire)[38]

- Dessins de Muses
  - Polymnie, plume, encre brune, lavis beige, rehauts de blanc, pierre noire, stylet, traces de mise au carreau à la pierre noire[39]
  - Calliope, plume, encre brune, lavis beige, stylet, traces de mise au carreau à la pierre noire[40].
  - Melpomène, plume, encre brune, lavis beige, rehauts de blanc, pierre noire, stylet[41]
  - Uranie, plume, encre brune, lavis beige, rehauts de blanc, pierre noire, compas, mise au carreau à la pierre noire[42]
  - Terpsichore, plume, encre brune, lavis beige, rehauts de blanc, pierre noire, stylet, mis au carreau à la pierre noire[43]
  - Clio, plume, encre brune, lavis beige, rehauts de blanc, pierre noire, stylet, mise au carreau à la pierre noire[44]
  - Thalie, plume, encre brune, lavis beige, rehauts de blanc, stylet, pierre noire, mise au carreau à la pierre noire[45]
- Dessins de costumes pour les mascarades :
  - Diane assise sur un char, plume, encre brune, lavis beige, pierre noire (costume appartenait sans doute à une série de dieux assis sur des chars de l’invention de Rosso et de Primatice et reflétant peut-être l’apparat des fêtes données à Fontainebleau pour Charles Quint à la fin de 1539)[46]
  - Homme barbu, assis, à demi drapé, plume, encre brune, lavis beige, pierre noire (étude pour un costume de Neptune, reconnaissable à son aspect tourmenté, peut-être l’un des dieux à l’antique exhibé à l’initiative de Charles d’Angoulême, duc d’Orléans lors de la mascarade du carnaval de 1542 à Fontainebleau).

- La Vierge, reine des anges, plume, encre brune, lavis beige, rehauts de blanc, pierre noire, papier lavé de beige (dessin peut-être préparatoire à un tableau de Primatice représentant saint Michel terrassant le démon qui se trouvait encore en 1796 dans l’église de Chailly-en-Bière, près de Fontainebleau)[47].

Dessins dans d'autres musées
- Ulysse tirant à travers les anneaux, 1555-1559, sanguine et rehauts de blanc sur papier lavé de sanguine, 24,3 × 62,4 cm, Walker Art Gallery, Liverpool[36].
- Jeune homme nu : étude pour Hercule, sanguine, rehauts de blanc, papier beige, Paris, École nationale supérieure des beaux-arts, Paris[48]
- Le Jugement de Midas, huile sur bois, collection particulière[49]
- Le Supplice de Marsyas, sanguine, British Museum, Londres[50]

- Projets de Costumes pour les mascarades[2] :
  - Faune, Sylvain et Pan, plume, encre brune, lavis beige, aquarelle (études sans doute pour les costumes de satyres portés par Henri d’Albret, roi de Navarre, le dauphin, futur Henri II, de Charles d’Angoulême, duc d’Orléans, le cardinal de Lorraine et le connétable de Montmorency au bal des noces du duc de Nevers et de mademoiselle de Vendôme à Paris, en janvier 1539), Bibliothèque nationale centrale de Florence
  - La Lenteur industrieuse et constante, plume, encre brune, lavis gris, aquarelle, stylet (costume de fileuse montée sur une tortue porté par Charles d’Angoulême, duc d’Orléans, le soir du carnaval suivant le mariage de Claude de Clermont, baron de Dampierre et de Jeanne de Vivonne de la Châtaigneraie, à Paris, en février 1542), Nationalmuseum, Stockholm
  - Un Turc, plume, encre brune, aquarelle, pierre noire (costume peut-être pour la turquerie faite à Blois le 16 mars 1541 où François Ier, le cardinal de Lorraine, Hippolyte d’Este et Charles d’Angoulême apparurent vêtus de belles livrées de diverses couleurs et coiffés de turbans), Bibliothèque nationale centrale de Florence
  - Hyménée tenant deux flambeaux allumés, pierre noire, stylet (costume porté par le dauphin et ses compagnons lors de la mascarade donnée aux noces de Claude de Clermont, baron de Dampierre et de Jeanne de Vivonne de la Châtaigneraie, à Paris, en février 1542), Bibliothèque nationale centrale de Florence
  - La Discorde, plume, encre noire, aquarelle, pierre noire (costume a été dessiné pour Louis de Lorraine (1527-1578), qui devint évêque de Troyes à l’âge de dix-huit ans, donc en 1545)[51], Bibliothèque nationale centrale de Florence
  - Centaure portant une demoiselle en amazone, sanguine (costume porté par François Ier le lundi soir suivant le mariage de Claude de Clermont, baron de Dampierre et de Jeanne de Vivonne de la Châtaigneraie, à Paris, en février 1542), J. Paul Getty Museum, Los Angeles
  - Capitaine tenant le bâton de commandement, plume, encre gris-brun, lavis gris, aquarelle, pierre noire, stylet (Costume porté par le dauphin Henri lors du bal donné à Fontainebleau à l’occasion du baptême de sa fille, Élisabeth de Valois, en juillet 1546), Nationalmuseum, Stockholm
  - Costume de fontaine d’eau parfumée, plume, encre gris-brun, aquarelle, pierre noire (costume vu par un ambassadeur du duc de Ferrare au bal donné pour le mariage de Claude II de Guise, duc d’Aumale, et de Louise de Brézé en août 1546), Nationalmuseum, Stockholm[52]
  - Mercure et une dame, plume, encre brune, aquarelle, pierre noire (ces costumes, sans doute faits pour un bal de mariage puisque Mercure porte les torches de l’hymen liées par du lierre, symbole d’éternité, et, sur son casque, deux amours, sont annotés au verso : « per il duca di lorena »), Nationalmuseum, Stockholm[53]
  - Sphinge polygnaste, plume, encre gris-brun, lavis gris, aquarelle, pierre noire (costume porté par François Ier et Jean de Guise, cardinal de Lorraine, lors du bal à l’italienne donné à l’occasion des noces de mademoiselle d’Avrilly), Nationalmuseum, Stockholm

- Dessins de statues
  - Niche avec la statue d’Apollon, plume, encre brune, pierre noire, rehauts de blanc, papier lavé de beige (interprétation de l’Apollon du Belvédère sans doute dessinée pour un projet en relation avec la personne de Henri de Valois, dauphin puis roi de France)[54], Musée des Offices, Florence.

### La Décoration de l'Abbaye de Chaalis
En 1541, Hippolyte d'Este lui commande la réalisation de peintures pour les murs de sa chapelle. Ces fresques, achevées en 1544, ont longtemps été attribuées par erreur à Nicolò dell'Abbate.
Les dessins préparatoires sont conservés au Musée du Louvre. Cependant, un doute subsiste encore sur la part attribuée à la main du maître et à celles de ses assistants,.

### Château d’Anet, 1547-1553: vitraux, sculptures et émaux
Aucun document n’atteste que Primatice a travaillé pour le château d’Anet, construit par Philibert Delorme pour la favorite d’Henri II, Diane de Poitiers. Mais un de ses dessins, annoté a annet (Phèdre et Hippolyte), est sans doute un projet pour les vitraux commandés au maître verrier Nicolas Beaurain en 1548. Une description de ceux-ci, écrite au XVIIIe siècle par un visiteur anonyme, mentionne la représentation de sujets rares, tels que la mort de Chioné, dont il existe – ce n’est sans doute pas un hasard – des dessins par Primatice. À Anet, le style de Primatice était également visible dans les anges porteurs de instruments de la Passion sculptés en bas-reliefs à la voûte de la chapelle (in situ) et dans le groupe de la Diane chasseresse qui surmontait l’une des fontaines (aujourd’hui au Louvre).
Dessins conservés au Musée du Louvre
- Phèdre et Hippolyte, plume et encre brune, lavis beige, rehauts de blanc, pierre noire (dessin, sur lequel une inscription a indiqué que le sujet avait été représenté “ a annet ”)[57]
- Hippolyte accusé par Phèdre auprès de Thésée, plume et encre brune, lavis beige, la pierre noire

Dessins utilisés pour les vitraux peints par Nicolas Beaurain en 1548
- Homme assis jouant de la viola da braccio, sanguine, rehauts de blanc, pierre noire, stylet, papier lavé de sanguine (étude sur le modèle, sans doute initialement conduite par Primatice pour représenter un Apollon ou un Orphée jouant de la viola da braccio a été réemployée, moyennant une modification de sexe et de costume, pour Phèdre)
- Diane, dans les nuées, menaçant de son javelot une femme qui fuit, plume et encre brune, lavis brun, rehauts de blanc, stylet, mise au carreau à la pierre noire (dessin qui fait partie d’une série de feuilles de Primatice mesurant toutes environ 25 cm sur 19 cm racontant l’histoire de Chioné, aimée de Mercure et d’Apollon et finalement poursuivie par Diane)[58]
- Déesse ou Nymphe chasseresse surprise au bain par un satyre (ou Diane refusant les avances d’un dieu-fleuve ?), plume et encre brune, lavis beige, rehauts de blanc (le traitement linéaire, précis et appliqué, rappelle celui des dessins pour les vitraux)[59]

Les émaux des douze apôtres pour François Ier et Henri II, 1546-1547.
En juillet 1547, peu après la mort de François Ier, le peintre Léonard Limosin livra à Saint-Germain-en-Laye douze apôtres peints en émail d’après des cartons en couleur de Michel Rochetel eux-mêmes faits d’après des dessins de Primatice (Étude de drapé pour saint Paul et Étude de drapé pour saint Thomas). Selon les souhaits de François Ier, dont les plaques émaillées portent le « F », ces douze apôtres auraient dû orner les douze pilastres de la chapelle Saint-Saturnin du château de Fontainebleau. Le nouveau roi, Henri II, en décida autrement et les fit placer dès 1552 dans des boiseries la chapelle du château d'Anet. Ils sont aujourd’hui au musée des beaux-arts de Chartres. Leurs cartons servirent pour la réalisation d’une seconde série non plus au chiffre de François Ier mais à celui de Henri II
- Étude de drapé pour saint Paul, sanguine, rehauts de blanc (oxydés), musée du Louvre
- Étude de drapé pour saint Thomas, sanguine, rehauts de blanc (oxydés), musée du Louvre

### Le Tombeau deClaude de Lorraine, duc de Guise, et d’Antoinette de Bourbon-Vendôme
Veuve de Claude de Lorraine, Antoinette de Bourbon-Vendôme fit élever dans l’église collégiale Saint-Laurent de Joinville un monument funéraire pour son époux (décédé en 1550) et elle-même. Les dessins de l’ensemble et du détail des bas-reliefs furent fournis en 1552 par Primatice (voir dessins ci-dessous), les sculpteurs étaient Dominique Florentin et Jean Picart, dit Le Roux, deux collaborateurs réguliers de Primatice. Cet ensemble a été démembré en 1792, à la destruction de la collégiale Saint Laurent, mais l’aspect ancien du monument est connu par un dessin fait à la demande de l’érudit François-Roger de Gaignères.
Dessins conservés au Musée du Louvre
- Projet pour le tombeau de Claude de Lorraine et d'Antoinette de Bourbon, plume et encre brune, lavis beige, rehauts de blanc, pierre noire, stylet, papier lavé de beige (projet, probablement inspiré par le tombeau de Pietro Strozzi dessiné par Giulio Romano pour San Domenico de Mantoue et sans doute conçu par Primatice avant qu’il n’ait eu connaissance de la disposition de la chapelle de Joinville)[61]
- Projet de tombeau pour Claude de Lorraine et Antoinette de Bourbon, plume, encre brune, lavis brun, pierre noire, stylet, mise au carreau à la pierre noire (deuxième projet pour un monument adossé, en forme de chapelle à deux étages avec, en haut, les priants et, en bas, les gisants des défunts éclairés par un oculus et deux fenêtres)[62]
- Homme nu gisant sur une draperie, sanguine, rehauts de blanc (oxydés), papier lavé de sanguine[63]
- Figure drapée, à demi allongée, de profil vers la droite, sanguine, rehauts de blanc, papier lavé de beige (étude d’après le modèle utilisée pour représenter l’allégorie de rivière ou de ville vaincue au premier plan du Triomphe de Claude de Lorraine tel qu’il a été esquissé dès le premier projet du tombeau de celui-ci et sculpté en bas-relief par Dominique Florentin)[64]

### La Chapelle de l’hôtel de Guise à Paris, 1556
Dès avant septembre 1555, Primatice est chargé d’importants travaux d’architecture et de décor à l’hôtel de Guise à Paris, aujourd’hui pris dans l’ensemble des bâtiments des Archives nationales. Il a la responsabilité des peintures des étuves et de celles de la chapelle dont il a remanié le gros-œuvre. Il confie la réalisation de ces dernières sur ses dessins à Nicolò dell'Abate qui ne commença d’y travailler qu’en janvier 1556. Ce décor a été détruit après 1803.
- Étude pour Dieu le Père, sanguine et tempera blanche, rehauts de rose, sur papier préparé (étude pour Dieu le Père et pour les anges dont le dessin arrêté est exposé sur Dieu le Père soutenu par les anges sous un pavillon flottant dont d’autres anges tiennent les extrémités), The J. Paul Getty Museum, Los Angeles
- Dieu le Père soutenu par les anges sous un pavillon flottant dont d’autres anges tiennent les extrémités, sanguine, rehauts de blanc, papier lavé de sanguine, mise au carreau au stylet et à la pierre noire et à la sanguine (projet arrêté et mis au carreau pour le report et l’agrandissement des peintures de la partie centrale de la voûte), Musée du Louvre[65]
- Figure drapée debout, sanguine, rehauts de blanc (oxydés), mise au carreau à la pierre noire, papier lavé de sanguine (étude pour l’un des personnages du cortège des Mages qui était peint sur les retombées de la voûte), Musée du Louvre

## Thèmes particuliers traités

### L’Histoire de Cadmus, vers 1541-1544
Dix dessins et estampes (avec les œuvres de Léon Davent, du maître FG, du maître de Cadmus), témoignent du fait que Primatice a imaginé un cycle de l’histoire du fils du roi Agénor de Tyr, Cadmus, qui partit à la recherche de sa sœur, Europe, enlevé par Jupiter, et qui, lors de ses pérégrinations, fonda la ville de Thèbes en Béotie et épousa Harmonie, la fille de Mars et de Vénus. Le style de ce cycle, dont on a imaginé qu’il pouvait orner une chambre au-dessus de la porte Dorée au château de Fontainebleau, est très proche de celui des compositions de la Chambre de la duchesse d’Étampes.
- Femme nue, assise, de profil vers la droite, sanguine, rehauts de blanc, sur deux feuillets de papier assemblés, Musée du Louvre

### LesMétamorphosesd’Ovide (gravées en 1545)
Les dessins illustrent différents passages des Métamorphoses d’Ovide. La destination de ces compositions, qui formaient un cycle, demeure inconnue. L’importance de l’architecture dans chacune des scènes a amené les spécialistes à envisager l’intervention ou l’influence d’un architecte, Serlio ou Vignole, mais on ne doit pas exclure une réalisation personnelle de Primatice.
- Étude de draperies, sanguine, rehauts de blanc au pinceau, École nationale supérieure des beaux-arts, Paris[66].
- Vertumne et Pomone ou Euryclée annonce à Pénélope l'arrivée d'Ulysse, lavis rouge, sanguine, plume, encre brune et rouge, rehauts de blanc, papier lavé de beige, mise au carreau à la pierre noire, École nationale supérieure des beaux-arts, Paris[67].
- Les Filles de Minyas, plume et encre rouge, lavis rouge, rehauts de blanc, papier lavé de rouge (minium ?), Nationalmuseum, Stockholm[68].
- Deux vieillards couverts de manteaux, dits Philémon et Baucis ou Deucalion et Pyrrha, plume, encre brune, pierre noire et sanguine, papier gris bleu, Kupferstichkabinett, Berlin[69].